# Racomitrium membranaceum
Racomitrium membranaceum là một loài Rêu trong họ Grimmiaceae. Loài này được (Mitt.) Paris mô tả khoa học đầu tiên năm 1898.